# Argyrodes argyrodes
Argyrodes argyrodes là một loài nhện trong họ Theridiidae.
Loài này thuộc chi Argyrodes. Argyrodes argyrodes được Charles Athanase Walckenaer miêu tả năm 1842.